# Leopold II de Bèlgica
Leopold II de Bèlgica (Brussel·les, 1835 - Laeken, 1909) va ser el segon rei dels belgues, després del seu pare Leopold I de Bèlgica, entre 1865 i 1909. És conegut principalment per les atrocitats i l'explotació de l'Estat Lliure del Congo, que va fundar, organitzar i explotar com a únic propietari i pel seu benefici personal.
Era el fill primogènit del rei Leopold I de Bèlgica i de Lluïsa d'Orleans. Era per tant net de Francesc I de Saxònia-Coburg-Saalfeld i d'Augusta de Reuss per part de pare, mentre que per via materna era net del rei Lluís Felip I de França i de Maria Amèlia de Borbó-Dues Sicílies.

## Biografia
Durant la seva joventut va estudiar amb l'ajuda dels serveis d'espionatge del país un projecte d'invasió dels Països Baixos per annexionar les antigues Terres de la Generalitat catòliques, vel·leïtat que mai no va realitzar-se per l'oposició del seu pare que trobava l'operació massa arriscada. Aquest ans al contrari va exhortar el jove príncep a crear una xarxa de relacions diplomàtiques i fer molts viatges. Va correr arreu al món però mai de la seva vida no va visitar Congo. De jove somiava d'un imperi belga «Amb Brussel·les com capital, fet amb l'ajuda de Déu a Borneo, illes de l'oceà Pacífic, amb parts d'Àfrica; Amèrica, Xina i Japó.» L'any 1876 va realitzar parcialment el seu somni d'esdevenir veritable sobirà i va fundar l'Associació Internacional Africana que es va encarregar d'explotar el territori del Congo a benefici personal del rei, amb l'acord internacional obtingut per la Conferència de Berlín del 1885, a condició d'atorgar el lliure comerç i contribuir a la «civilització» de la població.
Sense haver-hi estat mai, Leopold II governava a distància el seu Estat Lliure del Congo (en francès État Indépendant du Congo), l'actual República Democràtica del Congo amb un exèrcit de mercenaris, la temuda force publique. Va emprendre una política violenta i opressiva cap als habitants nadius, que va esclavitzar. El seu règim va arribar a causar la mort d'entre un i quinze milions de congolesos, amb un consens de 10 milions. L'explotació del Congo li va permetre amassar una de les principals fortunes del món, ja que l'any 1905 va acumular un patrimoni valorat en més de cinc-cents milions de pessetes de l'època fet que li valia ésser el desè home més ric. Però a part dels enormes beneficis l'obra de Leopold al Congo li ha valgut passar a la història per la seva nefasta gestió i els milions de víctimes de la tortura, de les males condicions de treball, de l'assassinat i de pràctiques sanguinàries per tal d'explotar al màxim el territori congolès.
Com a propietat personal del rei, les lleis belgues no hi vigien i el govern belga no hi tenia cap autoritat. Al Congo sí, Leopold era sobirà i hi va implantar un règim dictatorial amb unes normes d'obediència segons les quals a qui no col·laborava gratuïtament se li amputaven les mans, i qui ja no servia per a treballar era afusellat. Aquestes polítiques van durar més de quaranta anys i mai van ser castigades ni jutjades per cap òrgan de justícia internacional. Va aprofitar els diners acumulats al Congo per fer obres megalomaniaques a Brussel·les, Oostende i altres ciutats del país. No obstant, durant els últims anys del regnat de Leopold II, el poble belga rebutjava àmpliament les seves polítiques, que van ser destapades per la premsa anglesa, que va aconseguir un boicot comercial de les mercaderies originàries del Congo. Ell mateix va trobar-se incomprès i el 1907 es va queixar de l'ingratitud del «seu» poble: «Soc sobirà d'un petit país amb petita gent. Tota la meva vida vaig dedicar al seu bé, i em tracten de lladre i d'assassí».
L'any 1908 per pressió del Parlament decideix cedir l'enorme possessió, com un obsequi enverinat al parlament. Malgrat que ja l'any 1890 l'havia deixat en herència al poble de Bèlgica. Entre el relat idíl·lic de la història oficial d'un rei devot i zelant el bé del jove país i la realitat de les relacions a palau i l'explotació sense pietat del Congo hi ha força discrepància.

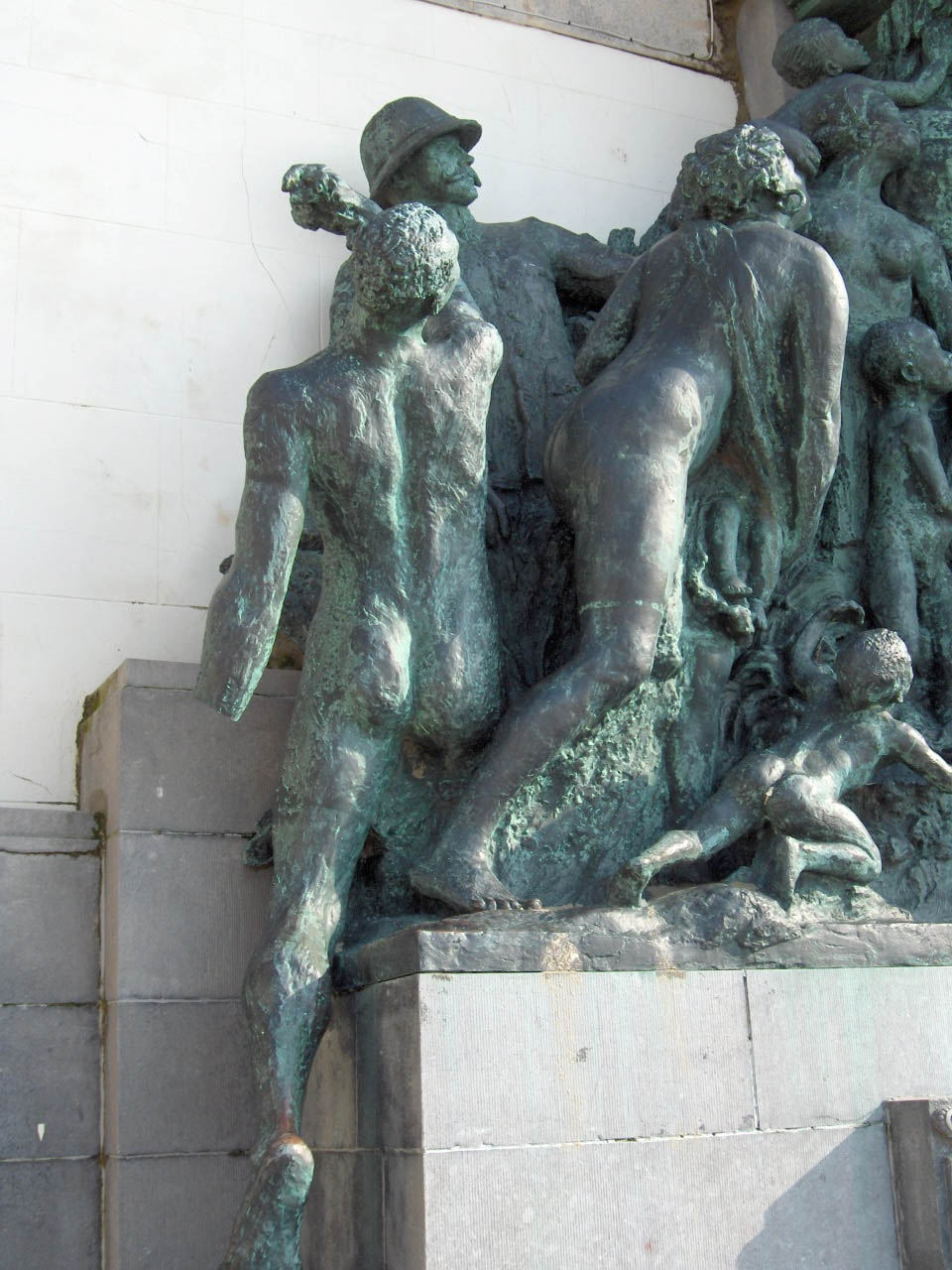
Detall del monument a Oostende, amb la mà tallada pels activistes

El rei queda controvertit fins a l'actualitat. El 1999 l'escriptor americà Adam Hochschild va dedicar el llibre El fantasma del rei Leopold al seu colonialisme salvatge, i a les exaccions i assassinats de la Force Publique. El 1931 es va inaugurar un monument triomfalista al passeig de mar d'Oostende, al qual d'un costat un grup de congolesos donen les gràcies al rei «per lliberar-nos de l'esclavitud dels àrabs». Quan cada vegada més estudis històrics van palesar els crims comesos al Congo pels colonitzadors -durant molt de temps amagats per la història oficial- el 2004 un grup d'activistes va tallar la mà de bronze d'un dels congolesos, per «comemorar una pràctica freqüent durant el regne de Leopold II». El 2016 l'ajuntament va posar un nou plafó oficial que contextualitza el monument en explicar també el costat negre de la colonització.

## Família
L'any 1853 es va casar amb Maria Enriqueta d'Àustria, filla de l'arxiduc Josep Antoni d'Àustria i Sofia de Württemberg. Era, per tant, neta de l'emperador Leopold II, emperador romanogermànic i de la infanta Maria Lluïsa d'Espanya per via paterna i per via materna de Lluís de Württemberg i de Maria Anna Czartoryska. La parella va instal·lar-se a Brussel·les però aviat van viure separats i Maria Enriqueta va instal·lar-se al balneari de Spa. Van tenir quatre fills:
- Lluïsa de Bèlgica nascuda el 1858 a Brussel·les i morta el 1924 a Niça. Es casà amb el príncep Felip de Saxònia-Coburg Gotha del qual es va divorciar per tal de viure amb el seu amant el comte Keglewitch, camarlenc del seu espòs.
- Leopold de Bèlgica nat el 1859 i mort el 1869 a Brussel·les.
- Estefania de Bèlgica nascuda el 1864 a Brussel·les i morta el 1945 al monestir de Pannonhalma on s'havia refugiat de l'avenç de l'exèrcit soviètic. Es va casar amb el príncep hereu Rodolf d'Àustria, mort el 1889 a Mayerling. L'any 1900 es va tornar a casar amb el comte hongarès Elemer Lónyay de Nagy-Lónya et Vásáros-Namény elevat l'any 1917 a la categoria de príncep.
- Clementina de Bèlgica nascuda a Brussel·les el 1872 i morta el 1955. Es casà amb el príncep Napoleó Víctor Bonaparte.

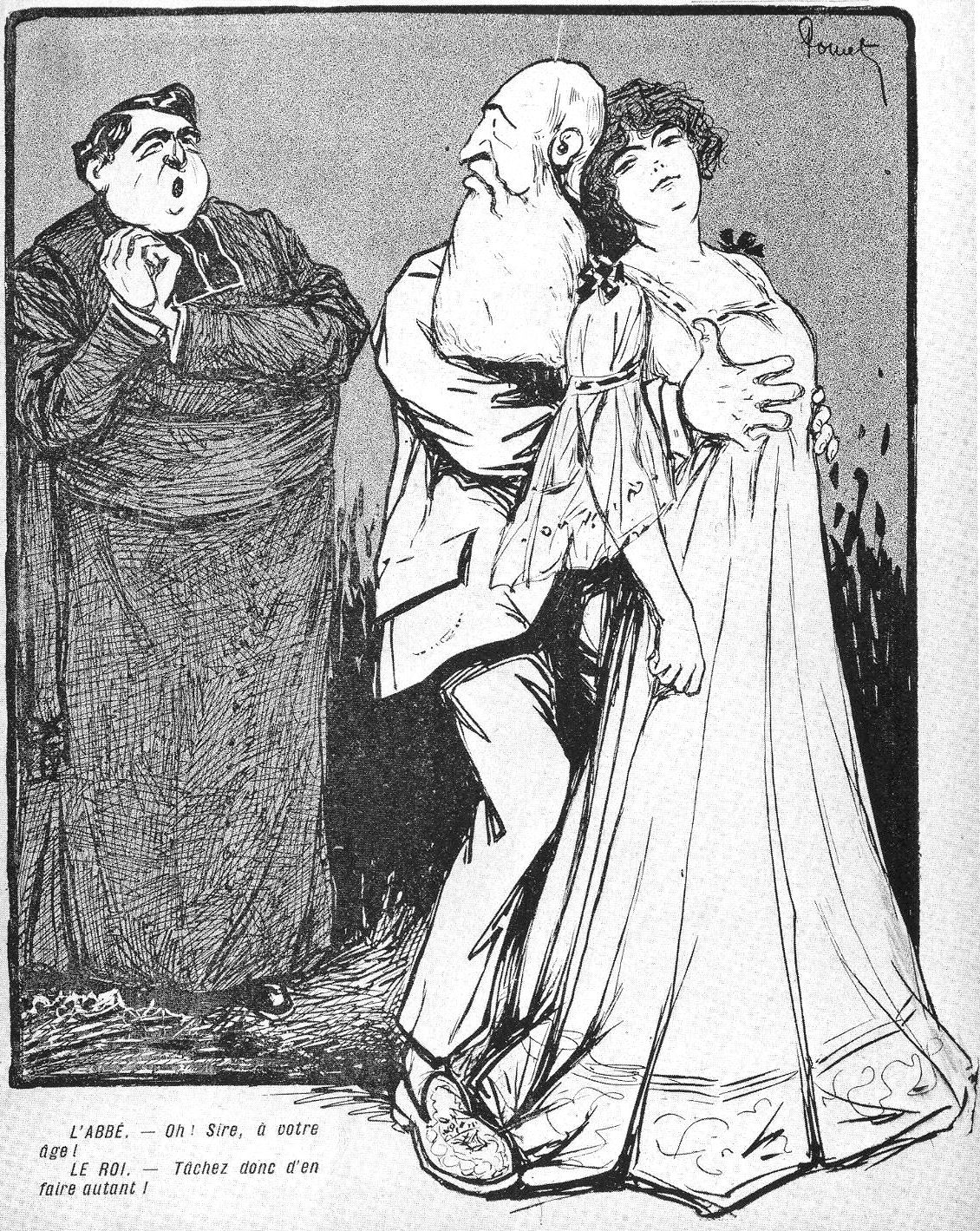
Mossen: «Sa majestat, a la seva edat!»
El rei: «Miri de fer el mateix!»

El seu casament de conveniència amb Maria Enriqueta no era gaire afectuós, i aviat van viure separats. La seva vida extraconjugal ans al contrari va ser molt animada. Entre moltes aventures curtes, en destaquen unes altres de llarga durada. Va ser un admirador aficionat de la ballerina Cléo de Mérode i la suposada aventura amorosa -però sempre negada per la primera interessada- va inspirar les caricaturistes de l'època, que parlaven del rei «Cleopold». El 1900 va trobar-se amb Blanche Delacroix (1883-1948), també anomenada Caroline, qui aleshores tenia disset anys. Després de la mort de la reina Maria Enriqueta (1902) va instal·lar-la a la Vil·la Vanderborght, prop del palau reial de Laken. Va ennoblir-la i atorgar-li el títol de baronessa de Vaughan. Va tenir dos fills d'aquesta relació extramatrimonial: Llucià (1906 - 1983) i Felip (1907 - 1914). Li va regalar també un casal a Oostende, la Vil·la Caroline i el castell de Balincourt a la Val-d'Oise (França). El 1909 va casar-se amb Blanche cinc dies abans de morir en una cerimònia catòlica que no té cap validesa legal a Bèlgica, malgrat el fet que la conferència episcopal el diumenge després va fer llegir una carta pastoral a totes les esglésies del regne per anunciar el casament i lloar la fé del rei. Poc després de la seva mort, va haver de deixar la cort de Bèlgica i va portar «sis maletes llargues congoleses» que la permetran de viure i jubilar-se sense neguit. Vuit mesos després, Blanche va casar-se amb el seu amant Antoine Durrieux.